# 동물사회성
동물사회성 또는 사회성(sociality)은 동물 개체군의 개인이 사회 집단(군집성)에 참여하고 협력 사회를 형성하는 경향이 있는 정도이다.
사회성은 진화의 압력에 대한 생존 반응이다. 예를 들어, 어미 말벌이 둥지에서 애벌레 근처에 머물면 기생충이 애벌레를 먹을 가능성이 적다. 생물학자들은 기생충과 다른 포식자의 압력이 말벌과의 말벌에서 이러한 행동을 선택했다고 의심한다.
이 말벌의 행동은 동물 사회성의 가장 근본적인 특징인 부모 투자(Parental investment)를 입증한다. 부모 투자는 자녀에게 혜택을 주기 위해 자원(시간, 에너지, 사회적 자본)을 지출하는 것이다. 부모 투자는 미래의 번식과 친족(다른 자손 포함)에 대한 지원에 투자할 부모의 능력을 떨어뜨린다. 새끼를 돌보지만 다른 사회성 특성을 보이지 않는 동물을 준사회적이라고 한다.
높은 수준의 사회성을 보이는 동물을 사회적 동물이라고 한다. 사회생물학자들이 인정하는 가장 높은 수준의 사회성은 진사회성이다. 진사회적 분류군은 겹치는 성인 세대, 재생산 분업, 새끼에 대한 협력적 돌봄, 그리고 가장 세련된 경우 생물학적 카스트 제도를 나타내는 분류군이다.

## 같이 보기
- 사회성 곤충
- 사회 통합
- 집단 선택
- 개인주의
- 체계 이론
- 호혜이타주의
- 사회행동